# 롄화루역
롄화루역(중국어: 莲花路站)은 중국 상하이시 민항구 메이룽진 후민로·롄화로 교차로 서쪽, 메이룽 서로(梅陇西路) 동쪽에 위치한 상하이 지하철 1호선의 역이다.

## 역 구조

### 층별 구조
| 1층      | 남광장                              | 남출구, 개집표기                |
| 1층      | 상대식 승강장, 오른쪽 출입문이 열림 |                                 |
| 1층      | ←                                   | ■1호선 푸진루 방면 (진장러위안) |
| 1층      | →                                   | ■1호선 신좡 방면 (와이환루)     |
| 1층      | 상대식 승강장, 오른쪽 출입문이 열림 |                                 |
| 1층      | 북광장                              | 북출구, 개집표기                |
| 지하 1층 | 지하 통로                           |                                 |

### 승강장
이 역에는 2개의 상대식 승강장이 설치되어 있으며, 승강장 반대방향으로 연결되어 있지 않다. 각 승강장은 길이 186m, 폭 6m, 높이 1.1m이며, 캐노피도 설치되어 있다.

## 출구
- 북측 출구 : 후민로 동남쪽, 완위안로와 롄화로 사이에 총 4개 출구가 있으며, 신좡 방면 승강장 출구로만 연결된다. 원래 북광장 부속건물에 4개의 독립 출구를 만들어 놓았지만, 실제로는 중간 2개만 사용되었다. 북광장 개조공사중 출구는 여러 차례 바뀌었다. 2019년 1월까지 총 3개의 출구가 개방되었다. 이 중 북1출구는 역의 동북쪽에 위치하여 구팡로(古方路)에 인접하며, 북3출구는 역의 서쪽에 위치하여 후민로(沪闵路)·완위안로(万源路)의 길목에 접해 있으며 후민로로 가는 임시 보행자 육교로 연결되어 있다. 후민로 맞은편에는 남방친선 쇼핑몰(南方友谊商场), 남방 쇼핑센터(南方购物中心), 남방 레저광장(南方休闲广场)이 있다.
- 남측 출구 : 메이룽 서로 북서쪽, 뤄시루로와 롄화난루교 사이에 동서 2개의 지하통로로 구성되어 있다. 승객들은 지하도로 진입한 뒤 후쿤 철로.와 1호선 간 지하 출구로 올라가서 1호선 푸진루 방향 승강장에 도착하게 되며, 지하도로를 통해 운임 구역을 거치지 않고 북광장에 도착할 수도 있다.

## 연결 가능한 대중교통

### 버스
- 북광장(北广场) : 롄방 전용선(莲浜专线), 롄펑(莲枫)전용선, 롄진(莲金)전용선, 롄랑(莲廊)전용선, 롄스(莲石)전용선, 롄웨이(莲卫)전용선, 롄주(莲朱)전용선, 롄차오(莲漕)전용선, 민항6로, 민항22로, 757, 753, 753구간
- 남광장(南广场) : 152, 720, 민항3로, 민항13로, 민항27로, 스롄선(西莲线)
- 통과노선(过境线路) : 150, 156, 162, 166, 700, 704, 704B, 712, 747, 816, 민항20로, 펑메이선(枫梅线), 난메이선(南梅线), 상스선(上石线), 스메이선(石梅线), 수민선(徐闵线), 쑹메이 전용선(松梅专线), 수민 심야노선(徐闵夜宵线), 후쑹(沪松) 전용선(고속), 구메이 순환선(古美环线)

## 개조공사
향후 롄화루역 북광장에는 롄화루 상업광장이 조성되고, 북광장 구역사 철거와 함께 신좡역행·푸젠루역행 2개의 상대식 승강장 연결 및 신역사 건설이 동시에 진행될 예정이다. 이 사업을 위한 예비작업으로 북광장의 모든 상가가 2018년 3월까지 폐쇄되었고, 같은 해 6월 23일부터 북광장 역사가 철거에 들어갔다. 같은 해 7월 12일 미쓰이 부동산은 자사 그룹의 첫 해외역사 상업시설의 재건축 사업 참여를 선언했다.
- 2018년 3월 12일에 게시된 철거 공고, 이전부터 일부 점포가 폐쇄되거나 정리 판촉을 시행했다.
- 2018년 5월 초 철거된 북광장역의 외부 역명판

- 북광장(2018년 6월 29일)
- 북광장(2018년 7월 31일)
- 북광장(2020년 1월 10일),일부 철골 구조물은 이미 조립하였다.